# Kjersti Rødsmoen
Kjersti Rødsmoen, född 20 juli 1963 i Singapore, är en norsk diplomat.
Rødsmoen föddes i samt tillbringade sina tre första levnadsår i Singapore, där hennes fader arbetade för UNESCO. Hon är utbildad civilekonom vid Norges handelshøyskole. Hon har varit verksam inom den norska utrikestjänsten sedan 1988 och var ministerråd vid FN-delegationen i New York 2003–2006, underdirektör i Utrikesdepartementet 2008–2012 och avdelningsdirektör där 2012–2018.
Sedan den 5 december 2018 innehar hon posten som ambassadör i Bangkok.